# Balclutha saltuellus
Balclutha saltuellus är en insektsart som beskrevs av Carl Ludwig Kirschbaum 1868. Balclutha saltuellus ingår i släktet Balclutha och familjen dvärgstritar. Inga underarter finns listade i Catalogue of Life.